# Libnotes forcipata
Libnotes forcipata är en tvåvingeart som beskrevs av De Meijere 1911. Libnotes forcipata ingår i släktet Libnotes och familjen småharkrankar. Inga underarter finns listade i Catalogue of Life.